# Astralium danieli
Astralium danieli is een slakkensoort uit de familie van de Turbinidae. De wetenschappelijke naam van de soort is voor het eerst geldig gepubliceerd in 2006 door Alf & Kreipl.